# Драган Кусмук
Драган Кусмук (Соколац, 28. мај 1955) био је српски џудиста.

## Биографија
Наступао је за Џудо клуб „Жељезничар“ из Сарајева. Као сениор, шест пута је био првак СФРЈ: Сарајево (1980, тешка – О95 категорија), Титоград (1984, опен категорија), Сарајево (1985, опен), Сплит (1987, опен) и Београд (1989, О95 и опен). Са репрезентацијом СФРЈ освојио је бронзану медаљу на Европском првенству у Хамару, Норвешка (1985), у категорији О95. На Универзијади у Вроцлаву, Пољска (1980), био је трећи у категорији опен, а бронзану медаљу у истој категорији освојио је 1986. на међународном турниру „Liberation Tournament“ у Ловечу, Бугарска. Био је учесник европских првенстава у Београду (1985. и 1986) и Олимпијских игара у Сеулу (1988). Радио је као тренер џуда на Сокоцу, а једно вријеме и као кондициони тренер рагбиста и играча америчког фудбала у Канади.